# Edise
O edifício sede da Petrobras, conhecido pelos funcionários como Edise, é uma construção modernista localizada no Centro do Rio de Janeiro que abriga a sede da empresa estatal. Considerado um marco na arquitetura nacional, o edifício está localizado na Avenida República do Chile, ao lado da Catedral Metropolitana.

## História
Por meio de um concurso nacional, organizado pelo Instituto dos Arquitetos do Brasil, o projeto de Roberto Luis Gandolfi foi escolhido entre mais de 200 entradas de escritórios de construção civil para sediar a Petrobras. Construído entre 1969 e 1974, o projeto se mostrou, ao mesmo tempo, arrojado e inovador: os espaços na fachada criam interação entre as áreas internas e externas, com proteção contra o sol e o calor. O edifício se tornou icônico no Centro do Rio de Janeiro e acabou se consolidando como um símbolo da própria companhia. Cinco anos depois de o prédio ficar pronto, a Catedral Metropolitana do Rio foi inaugurada logo ao seu lado — transformando a região em um dos cartões postais da cidade.
Em 2021, o Edise foi revitalizado pela primeira vez em quase 50 anos, com a implementação de medidas de sustentabilidade e inclusividade. Os jardins, internos e externos, projetados por Burle Marx, também serão revitalizados, mantendo sua configuração original, tombada pela prefeitura.

## Galeria

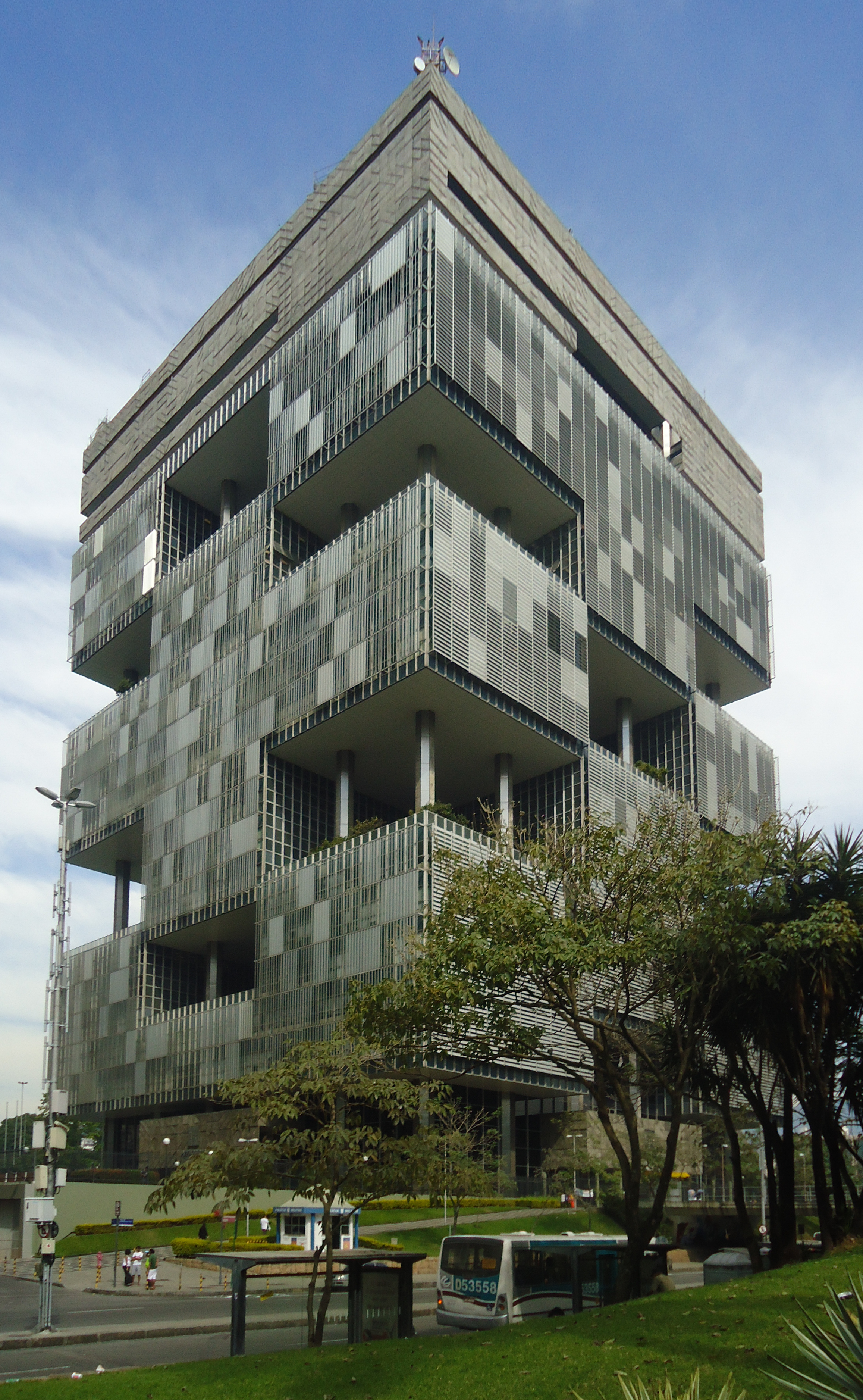
O Edise visto da Avenida República do Chile
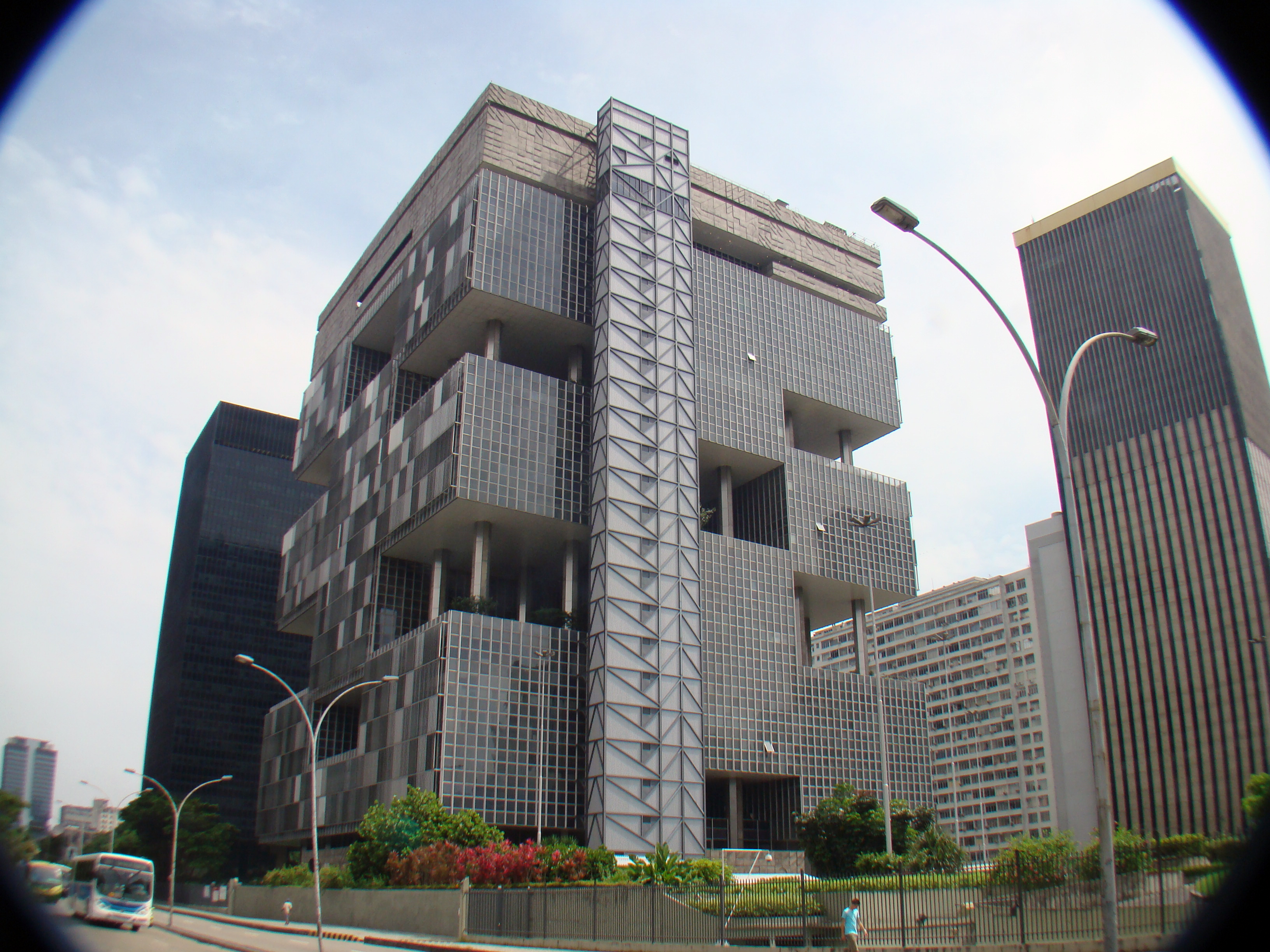
O edifício visto da Avenida República do Paraguai
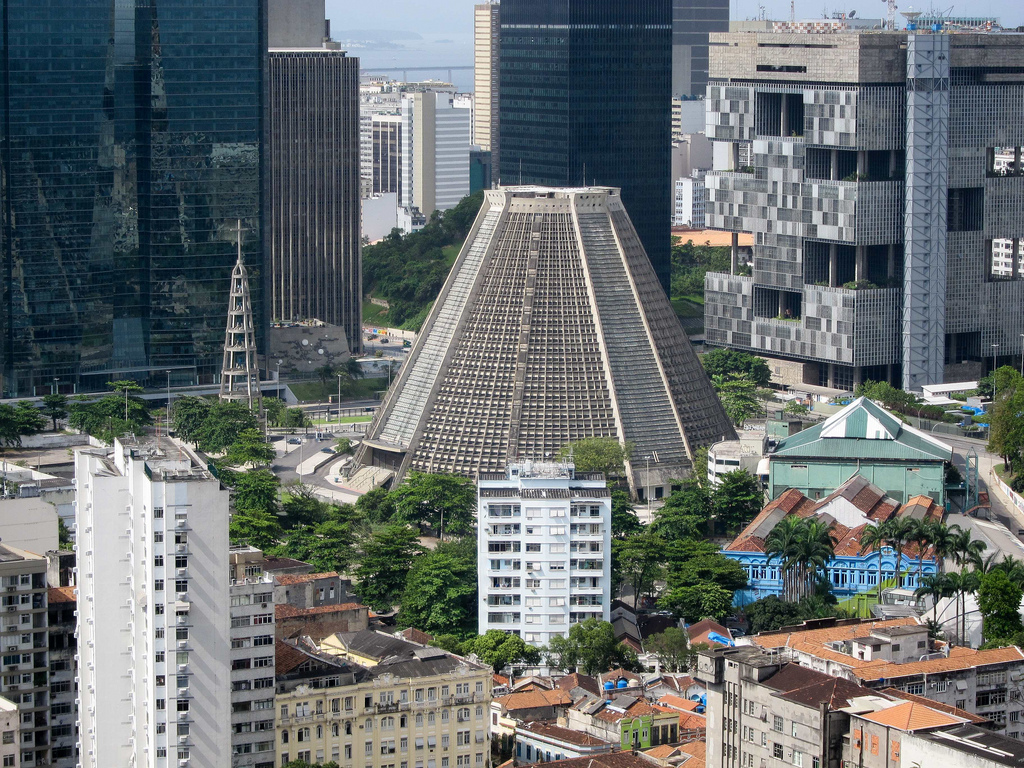
Vista do bairro de Santa Teresa
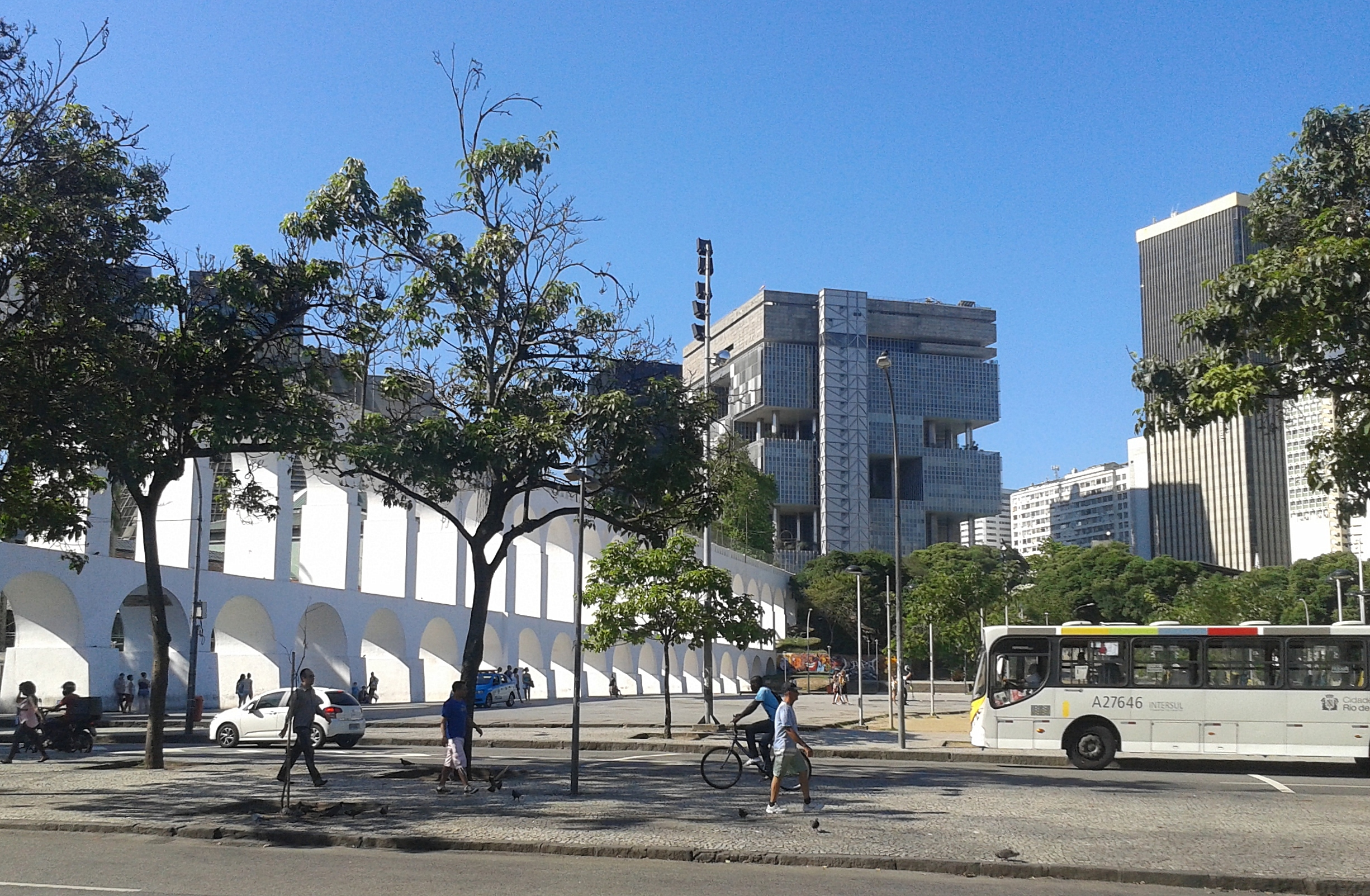
O Aqueduto da Carioca e o Edise
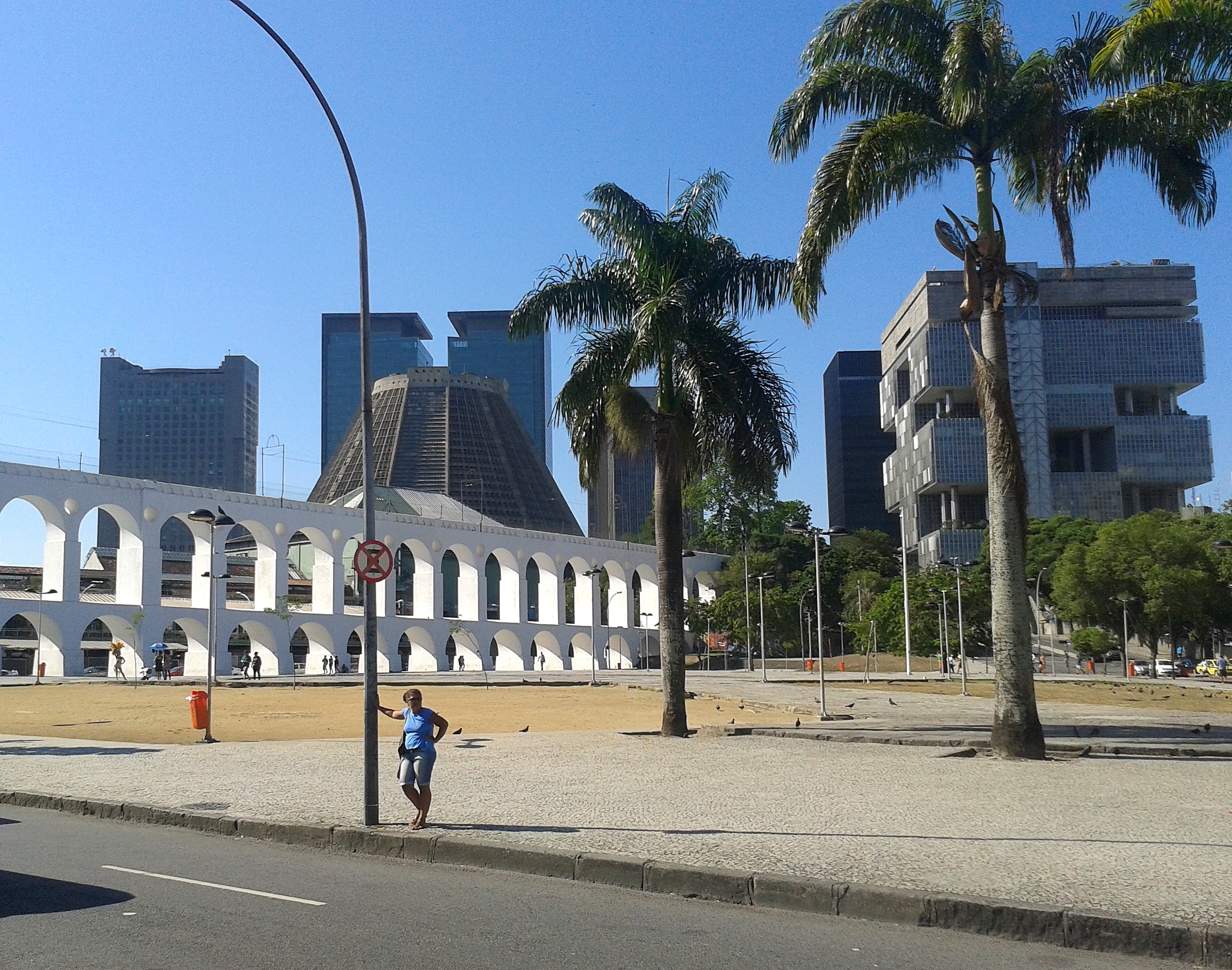
Aqueduto da Carioca, Catedral Metropolitana e o Edise
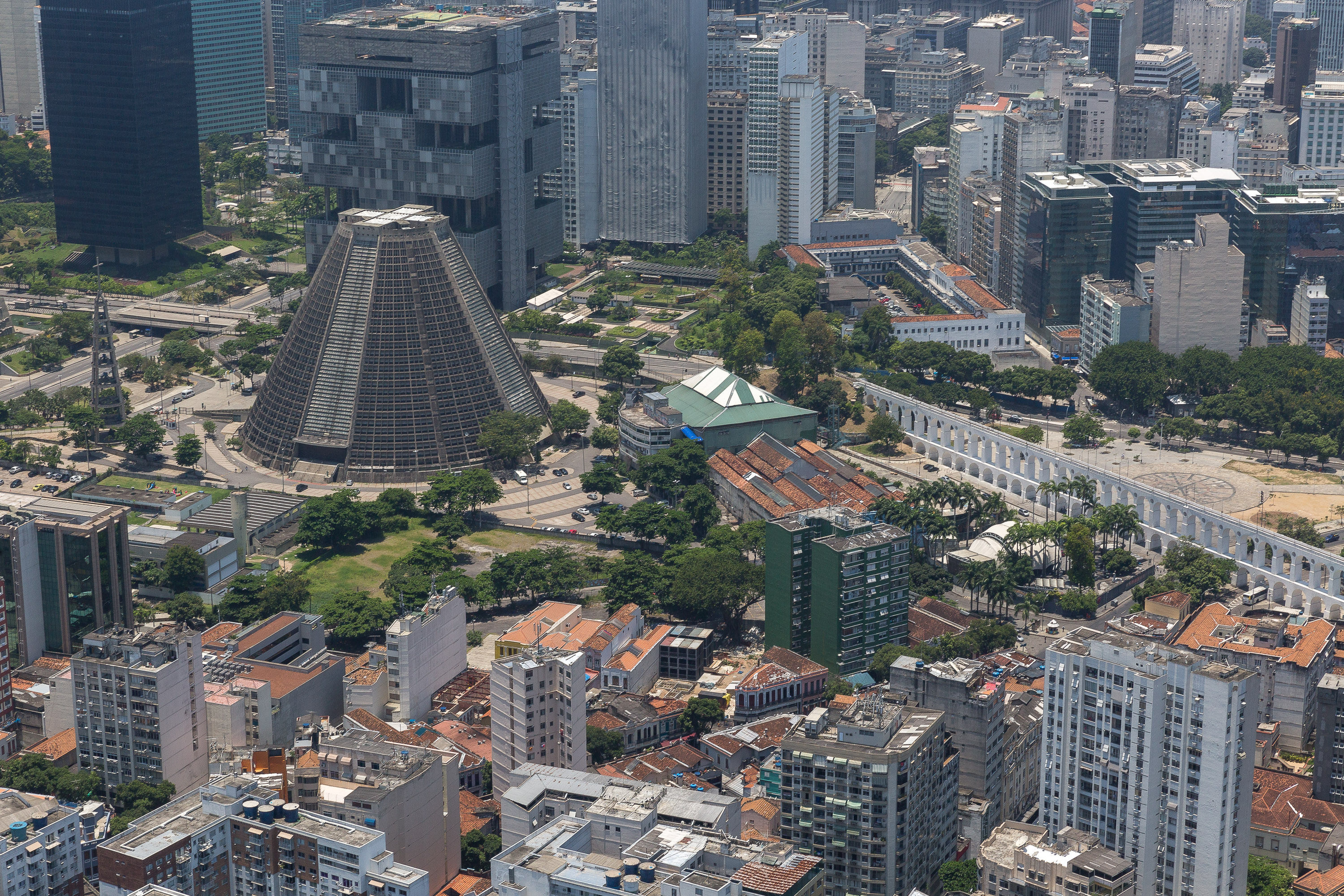
Centro do Rio de Janeiro